# Pjotr Bessonov
Pjotr Aleksejevitj Bessonov (russisk: Пётр Алексеевич Бессонов ; født 4. juni 1828, død 22. februar 1898) var en russisk folklorist indenfor det det slaviske sprogområde.
Han studerede filologi ved universitet i Moskva og var professor i slaviske sprog ved universitetet i Kharkiv i det nuværende Ukraine. 